# Glandula vestibularis minor
Die Glandula vestibularis minor (Mehrzahl Glandulae vestibulares minores; lateinisch für „kleine [Scheiden-]Vorhofdrüse“) ist eine akzessorische Geschlechtsdrüse der Frau. Sie mündet in den Scheidenvorhof zwischen Hymenalsaum und den kleinen Schamlippen (Labia minora).
Die Glandulae vestibulares minores sind Drüsenansammlungen, die mit bloßem Auge nicht sichtbar sind (siehe auch: Glandula vestibularis major). Sie sondern ein Sekret auf die Schleimhautoberfläche ab, das der natürlichen Lubrikation des Scheideneingangs dient.

## Vergleichende Anatomie
Kleine Vorhofdrüsen fehlen bei Katzen. Bei den meisten Säugetieren sind sie die einzigen Vorhofdrüsen, bei Wiederkäuern kommen große und kleine vor.